# 文珍・小佐田 夜のひだまり
『文珍・小佐田 夜のひだまり』（ぶんちん・おさだ・よるのひだまり）は、2023年7月24日より、毎週月曜日に生放送されている朝日放送ラジオのトーク番組である。
同番組は、落語家の桂文珍と、落語作家・小佐田定雄をメインパーソナリティー、パートナーに加藤明子を迎え、文珍の巧みな話芸を通して、月曜の夜にリスナーの心が明るくなれるひだまりになるような雰囲気でのトークを展開する。

## 放送時間
- 2023年7月24日 - 2024年9月23日 : 毎週月曜 21:15 - 21:45（JST）
  - 『ABCフレッシュアップベースボールスペシャル』として野球中継が編成され、かつ放送時間が延長した場合は休止[1]。
- 2024年10月7日（予定） -  : 毎週月曜 20:00 - 20:30（JST）
  - 『ツギハギ』の開始に伴う枠捻出のため、放送時間が75分繰り上がる。当該時間帯に野球中継が編成された場合は休止。また、『JOCKEY ROOM』の放送される週（競馬の主要GⅠ開催週の月曜日）は原則として20:20までの短縮版とする（有馬記念週は『JOCKEY ROOM』の放送枠が拡大するため、その場合は休止）。

## 放送されるコーナー
- 「文珍の個人の感想です」
  - 最近の世相にまつわるニュースから文珍・小佐田の身の回りで起こった些細なエピソードまで、硬軟を取り混ぜた評論を展開する。
- 「チン裁き」
  - リスナーからの愚痴・苦情・怒りなどを文珍にぶつけてもらい、その解決策を「お裁き」として導き出す